# Roni Bar-On

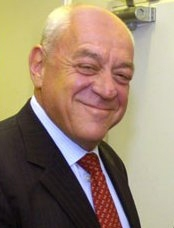
Roni Bar-On (August 2007)

Roni (Ronnie) Bar-On (hebräisch רוני בר-און; * 2. Juni 1948 in Tel Aviv) ist ein israelischer Politiker. Er war mehrfach Minister seines Landes.

## Biografie
Nach dem Schulbesuch studierte er Rechtswissenschaft an der Hebräischen Universität Jerusalem und war nach dem Abschluss des Studiums als Rechtsanwalt tätig. Seinen Militärdienst leistete er als Oberstleutnant des Justizdienstes der israelischen Streitkräfte und war als solcher Richter an den Militärischen Appellationsgerichten in Judäa, Samaria und im Gazastreifen. Nach Beendigung des Militärdienstes war er wieder als Rechtsanwalt tätig und zwischen 1995 und 2003 Mitglied des Zentralkomitees der Rechtsanwaltsvereinigung. 
1997 war er kurzzeitig Generalstaatsanwalt. Er war von 1998 bis 2001 Vorsitzender des Rates für die Organisation von Sportwetten.
Seine politische Laufbahn begann Bar-On als er im Februar 2003 erstmals zum Mitglied der Knesset gewählt wurde und in dieser seither nach seinen Wiederwahlen im April 2006 und Februar 2009 zunächst den Likud, dann kurzzeitig die Achrajut Le’umit und schließlich die Kadima vertritt. Zeitweise war er Fraktionsvorsitzender der Achrajut Le’umit.
Zwischen 2003 und 2006 war er Vorsitzender des Allgemeinen Ausschusses (House Committee) und des Vereinigten Ausschusses für den Haushalt der Knesset sowie Mitglied zahlreicher weiterer Ausschüsse.
Im Januar 2006 wurde er von Ministerpräsident Ariel Scharon erstmals in eine Regierung berufen und war bis Mai 2006 Minister für nationale Infrastruktur und zugleich Minister für Wissenschaft und Technologie.
In der nachfolgenden Regierung von Ministerpräsident Ehud Olmert wurde er dann im Mai 2006 Innenminister, ehe er vom 4. Juli 2007 bis zum 31. März 2009 nach einer Regierungsumbildung Finanzminister war. Im Februar 2007 lehnte er seine Ernennung zum Justizminister als Nachfolger von Tzipi Livni ab.
Zurzeit ist er Mitglied zahlreicher Ausschüsse der Knesset wie dem Allgemeinen Ausschuss, dem Ausschuss für Auswärtige Angelegenheiten und Verteidigung sowie dem Ausschuss für Verfassung, Recht und Justiz.
Daneben engagierte sich Bar-On in mehreren Verbänden und Organisationen wie dem Regionalkomitee der Rechtsanwaltsvereinigung von Jerusalem, dem Rat für die Verwaltungsgerichte, der Beratungskommission der Behörde für Regierungsunternehmen, der Kommission für öffentliche Verteidigung und der Verwaltung der Israel Football Association sowie des Fußballvereins Beitar Jerusalem. Darüber hinaus war er Vizevorsitzender des Vorstands des Jerusalem Theater, Direktor und öffentlicher Repräsentant des Pensionsfonds Magen Zahav und Vorstandsmitglied der Bank Mishkan.